# Per-Erik Johansson
Per-Erik Johansson, hette senare Per Erik Gunnar Brattnäs, född 28 december 1932 i Linköping, död 19 april 1998 i Stockholm, var en svensk friidrottare (110 m häck). Han tävlade för KFUM Linköping och vann SM på 110 meter häck år 1956. Han gjorde även bra ifrån sig i klubben IF Linnéa 1957 och 1958.

### Fotnoter
1. ↑  Sveriges befolkning 1970, CD-ROM, Version 1.04, Sveriges Släktforskarförbund (2002).
2. ↑  Sveriges Dödbok 1901–2009, DVD-ROM, Version 5.00, Sveriges Släktforskarförbund (2010).
3. ↑  Alla tiders bästa - Män IF Linnéas webbplats. Åtkomst 2012-07-09.